# Jonas Brothers (Album)
Jonas Brothers ist das zweite Studioalbum der gleichnamigen Band Jonas Brothers. Es erschien am 7. August 2007 beim Label Hollywood Records und erreichte Platz fünf in den amerikanischen Billboard-Charts. Am 30. Oktober 2007 erschien die sogenannte Bonus-Jonas-Edition des Albums in den USA, am 13. Juni 2008 veröffentlichte man die Standard-Version in Europa.

## Hintergrund und Wissenswertes
Das Album erschien beinahe genau ein Jahr nach dem Debütalbum der Band, It’s About Time. Im Februar 2007 hatten die Brüder erst ihren Plattenvertrag bei Hollywood Records unterschrieben, es war ihre erste Album-Veröffentlichung unter dem neuen Label. Dabei war das Lied Year 3000 das einzige, wofür das Label die Vertriebsrechte von der ehemaligen Plattenfirma der Gruppe, Columbia Records, bekam. Eine Besonderheit stellt die sogenannte CDVU+-Technologie des Albums dar, die einer Enhanced CD ähnlich ist. Die von der The Walt Disney Company entwickelte Technik erlaubt es, Computer-lesbare Dateien auf der CD zu speichern.

## Veröffentlichung und Promotion

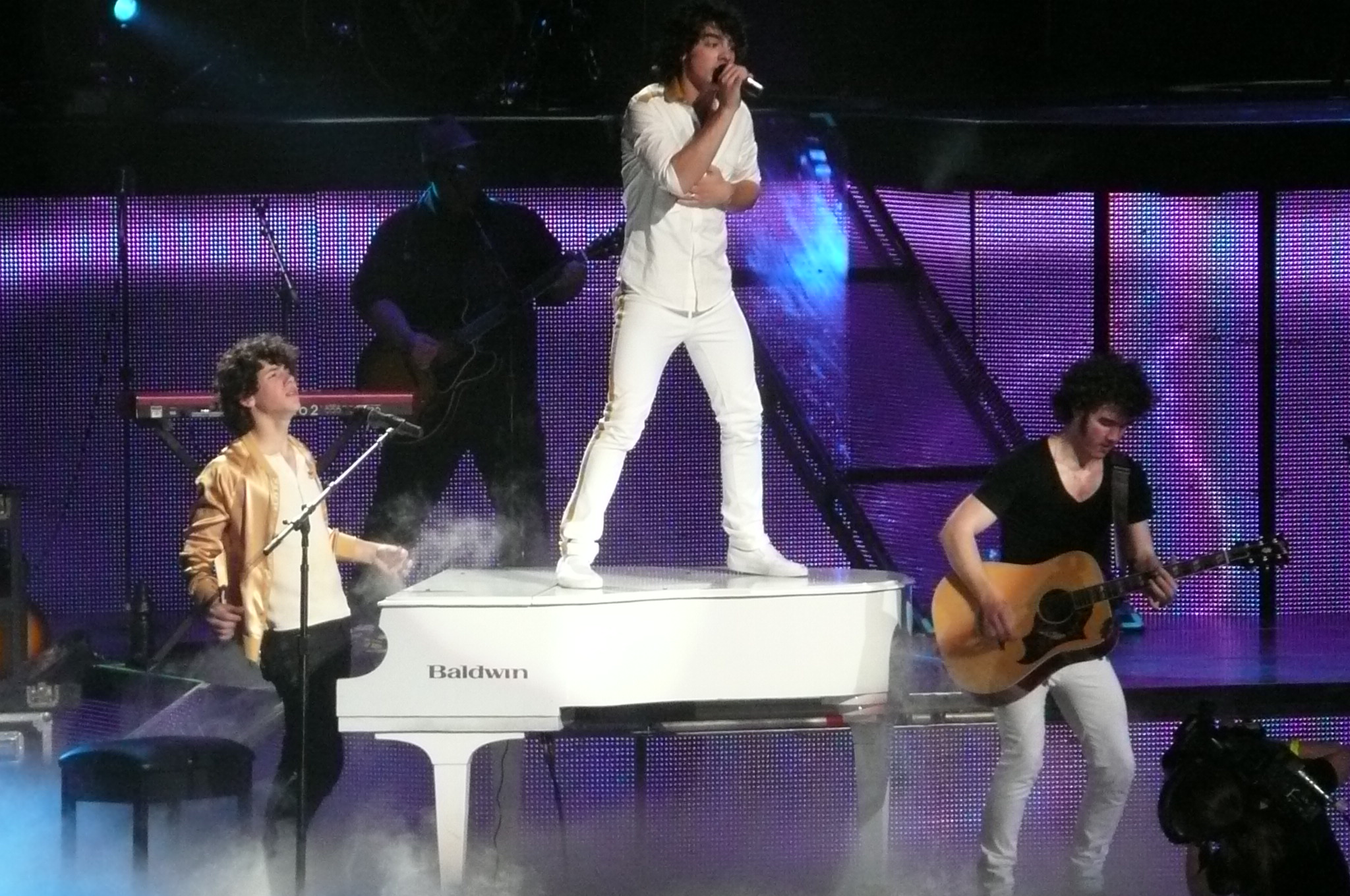
Die Jonas Brothers während der When You Look Me in the Eyes Tour

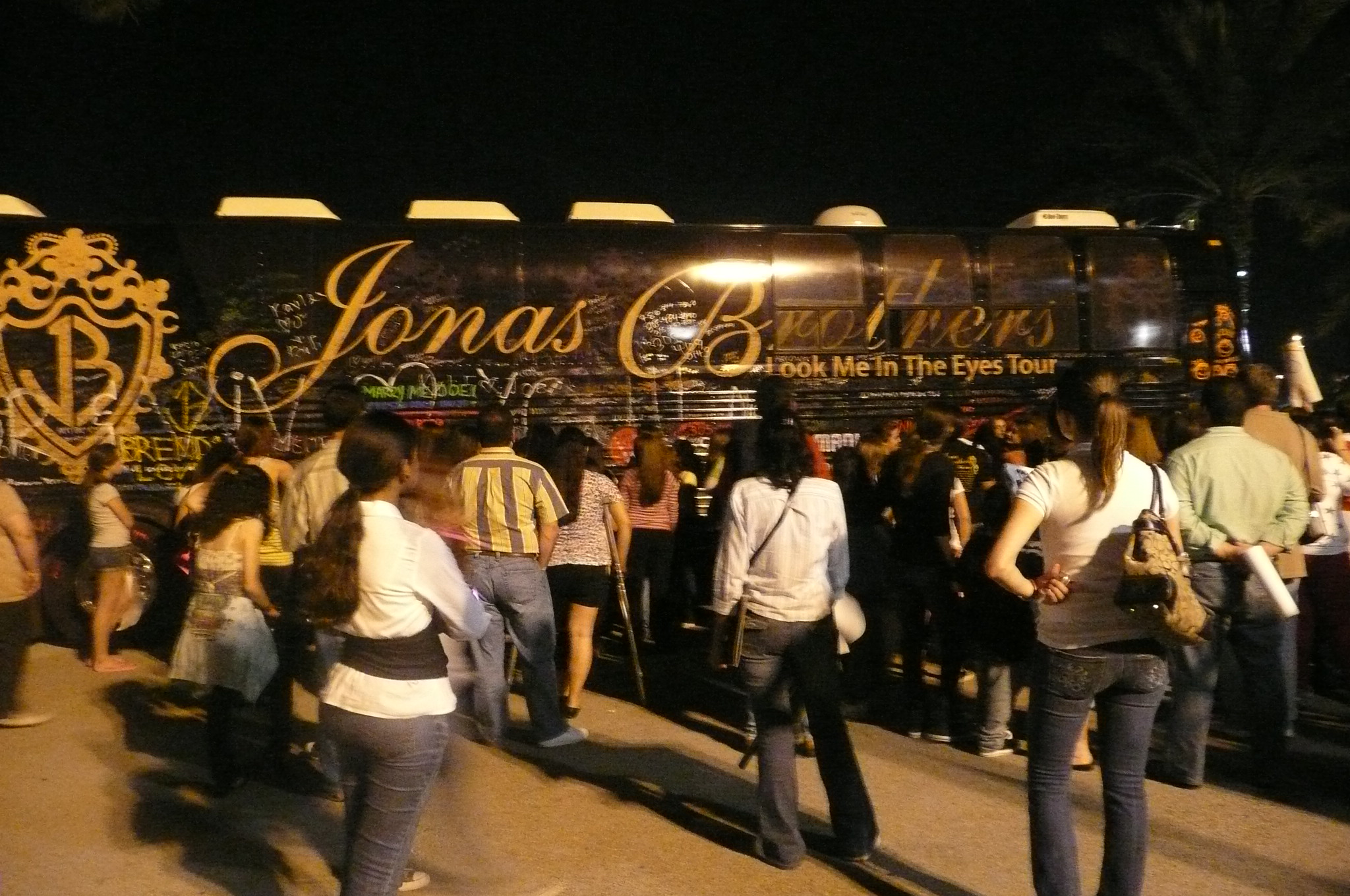
Der Tourbus der Band

Das zweite Studioalbum der Gruppe erschien am 7. August 2007, die sogenannte Bonus-Jonas-Edition war ab dem 30. Oktober erhältlich. Während die Bonus-Edition nicht in Europa erschien, veröffentlichte man die Standard-Version erst zehn Monate später dort und damit nur circa zwei Monate vor dem Erscheinungstermin des dritten Albums in den USA. Von Juni bis Oktober 2007 begaben die Brüder sich auf die Marvelous Party Tour und anschließend auf die When You Look Me in the Eyes Tour, wo sie bereits einige Lieder des Nachfolgealbums sangen.
| Land               | Datum            | Version             |
| ------------------ | ---------------- | ------------------- |
| Vereinigte Staaten | 7. August 2007   | Standard-Edition    |
| Vereinigte Staaten | 30. Oktober 2007 | Bonus-Jonas-Edition |
| Japan              | 5. Dezember 2007 | Standard-Edition    |
| Mexiko             | 4. Februar 2008  | Standard-Edition    |
| Brasilien          | 12. Februar 2008 | Standard-Edition    |
| Australien         | 23. Februar 2008 | Standard-Edition    |
| Europa             | 13. Juni 2008    | Standard-Edition    |
| Großbritannien     | 23. Juni 2008    | Standard-Edition    |
| Schweden           | 25. Juni 2008    | Standard-Edition    |
| Südkorea           | 12. August 2008  | Standard-Edition    |

## Titelliste

### Standard-Version
| #   | Titel                                                                        | Songwriting                                                                                | Länge     |
| --- | ---------------------------------------------------------------------------- | ------------------------------------------------------------------------------------------ | --------- |
| 1.  | S.O.S.                                                                       | Nick Jonas                                                                                 | 2:33      |
| 2.  | Hold On                                                                      | Nick Jonas, Joe Jonas, Kevin Jonas                                                         | 2:45      |
| 3.  | Goodnight and Goodbye                                                        | Nick Jonas, Joe Jonas, Kevin Jonas                                                         | 2:31      |
| 4.  | That’s Just the Way We Roll                                                  | Nick Jonas, Joe Jonas, Kevin Jonas, William McAuley                                        | 2:53      |
| 5.  | Hello Beautiful                                                              | Nick Jonas, Joe Jonas, Kevin Jonas                                                         | 2:29      |
| 6.  | Still in Love with You                                                       | Nick Jonas, Joe Jonas, Kevin Jonas                                                         | 3:10      |
| 7.  | Australia                                                                    | Nick Jonas, Joe Jonas, Kevin Jonas                                                         | 3:33      |
| 8.  | Games                                                                        | Nick Jonas, Joe Jonas, Kevin Jonas, John Taylor, Greg Garbowsky                            | 3:21      |
| 9.  | When You Look Me in the Eyes                                                 | Nick Jonas, Joe Jonas, Kevin Jonas, P.J. Bianco, Raymond Boyd, Kevin Jonas Senior          | 4:09      |
| 10. | Inseparable                                                                  | Nick Jonas, Joe Jonas, Kevin Jonas                                                         | 2:50      |
| 11. | Just Friends                                                                 | Nick Jonas, Joe Jonas, Kevin Jonas                                                         | 3:07      |
| 12. | Hollywood                                                                    | Nick Jonas, Joe Jonas, Kevin Jonas, John Fields                                            | 2:49      |
| 13. | Take a Breath (In der Bonus Jonas Edition das Lied Year 3000 (Busted-Cover)) | Nick Jonas, Joe Jonas, Jess Cates/James Bourne, Matt Willis, Charlie Simpson, Steve Robson | 3:18/3:20 |
| 14. | Kids of the Future (Cover von Kim Wildes Kids in America)                    | Kim Wilde, Ricky Wilde                                                                     | 3:19      |
|     | Bonus-Jonas-Bonus-Tracks                                                     |                                                                                            |           |
| 15. | Take a Breath                                                                | Nick Jonas, Joe Jonas, Jess Cates                                                          | 3:18      |
| 16. | We Got the Party (mit Hannah Montana)                                        | Karo DioGuardi, Greg Wells                                                                 | 3:36      |
|     | Walmart-Bonus-Track                                                          |                                                                                            |           |
| 15. | Baby Bottle Pop Theme Song                                                   |                                                                                            | 1:00      |
|     | Großbritannien-Bonus-Track                                                   |                                                                                            |           |
| 14. | Out of This World                                                            | Jonas Brothers, King Diamond                                                               | 3:10      |

### Bonus-Jonas-Edition
Am 30. Oktober 2007 wurde in den USA eine sogenannte Bonus Jonas Edition veröffentlicht, welche die Standard-Version (+ Bonus-Tracks), sowie eine Bonus-DVD enthält. Auf der DVD sind Konzertmitschnitte und Musikvideos zu finden, sie ist ungefähr 55 Minuten lang.
- Standard-Version (+ 2 Bonus-Tracks)
- Bonus-DVD
  - Konzert-Auftritte
    - Kids of the Future
    - Just Friends
    - S.O.S.
    - Goodnight and Goodbye
    - Hello Beautiful
    - Australia
    - That’s Just the Way We Roll
    - Hollywood
    - Inseparable
    - Still in Love with You
    - Hold On
    - Year 3000

- - Musikvideos
    - S.O.S.
    - Hold On
    - Kids of the Future (live bei den Disney Channel Games 2007)
    - Year 3000

### Woolworth-Version
Genau wie bei den Alben A Little Bit Longer und Camp Rock, konnte man bei Woolworth UK zusätzlich zur gewöhnlichen Standard-Version des Albums eine Extra-DVD erwerben.
- Standard-Version
- Bonus-DVD
  - S.O.S. – Musikvideo
  - Hold On – Musikvideo
  - When You Look Me in the Eyes – Musikvideo
  - Band in a Bus – Trailer
  - Jonas Brothers Meet The Queen – YouTube-Video

## Singles

### Year 3000
Year 3000 war die erste Single des Albums und wurde am 12. März 2007 veröffentlicht. Das Lied erreichte Platz 31 in den USA. Insgesamt konnte sich das Lied, welches die erste Veröffentlichung der Gruppe unter dem Label Hollywood Records darstellte, jedoch auch schon für das Debütalbum der Brüder verwendet worden war, sieben Wochen in den Charts halten. Der Titel ist eine Coverversion des gleichnamigen Musikstückes der britischen Band Busted, welche mit dem Lied Platz zwei in England erreicht hatte. Es wurde auch ein Musikvideo für das Lied gedreht.

### Hold On
Die zweite Singleauskopplung des Albums war das Lied Hold On, welches am 22. Mai 2007 veröffentlicht wurde. Es war nicht ganz so erfolgreich wie die erste Auskopplung Year 3000 und erreichte lediglich Platz 53 der Billboard-Charts. In Deutschland stieg der Titel, genau wie der vorherige Song, nicht in die Charts ein. Das Lied wurde für den Disney-Film Johnny Kapahala: Back on Board verwendet, außerdem drehte die Band ein Musikvideo, um den Film zu promoten.

### S.O.S.
Die dritte Single des Albums war gleichzeitig auch die erfolgreichste: S.O.S. erreichte Platz 17 in den USA und konnte sich erstmals auch in weiten Teilen Europas in den Charts platzieren. In Deutschland stieg das Lied bis auf Platz 26, in Großbritannien sogar auf Rang 13. Zu dem Titel, welcher am 3. August 2007 veröffentlicht worden war, drehte man auch ein Musikvideo.

### When You Look Me in the Eyes
Die vierte und letzte Auskopplung des Albums war der Titel When You Look Me in the Eyes. Er wurde am 25. Januar 2008 veröffentlicht. Das Lied erreichte Platz 25 in den USA und konnte auch in Großbritannien in die Charts einsteigen. Das Musikvideo wurde ebenfalls am 25. Januar erstmals gezeigt. Die nachfolgende Tour zur Promotion des Albums, die When You Look Me in the Eyes Tour, wurde nach dem Lied benannt.

### Chartplatzierungen
Alle Singles platzierten sich in den USA in den Charts. S.O.S. war die erste Single, mit der die Band auch in Deutschland in die Charts einstieg.

| Jahr | Titel                        | Höchstplatzierung, Gesamtwochen, AuszeichnungChartplatzierungen (Jahr, Titel, , Platzierungen, Wochen, Auszeichnungen, Anmerkungen) | Höchstplatzierung, Gesamtwochen, AuszeichnungChartplatzierungen (Jahr, Titel, , Platzierungen, Wochen, Auszeichnungen, Anmerkungen) | Höchstplatzierung, Gesamtwochen, AuszeichnungChartplatzierungen (Jahr, Titel, , Platzierungen, Wochen, Auszeichnungen, Anmerkungen) | Höchstplatzierung, Gesamtwochen, AuszeichnungChartplatzierungen (Jahr, Titel, , Platzierungen, Wochen, Auszeichnungen, Anmerkungen) | Höchstplatzierung, Gesamtwochen, AuszeichnungChartplatzierungen (Jahr, Titel, , Platzierungen, Wochen, Auszeichnungen, Anmerkungen) | Anmerkungen                           |
| Jahr | Titel                        | DE | AT | CH | UK | US | Anmerkungen                           |
| ---- | ---------------------------- | --- | --- | --- | --- | --- | ------------------------------------- |
| 2007 | Year 3000                    | — | — | — | — | US31 (7 Wo.)US | Erstveröffentlichung: 12. März 2007   |
| 2007 | Hold On                      | — | — | — | — | US53 (7 Wo.)US | Erstveröffentlichung: 22. Mai 2007    |
| 2007 | S.O.S.                       | DE26 (9 Wo.)DE | AT33 (13 Wo.)AT | CH66 (11 Wo.)CH | UK13 (8 Wo.)UK | US17 (21 Wo.)US | Erstveröffentlichung: 3. August 2007  |
| 2008 | When You Look Me in the Eyes | — | — | — | UK30 (5 Wo.)UK | US25 (17 Wo.)US | Erstveröffentlichung: 25. Januar 2008 |

## Rezeption
Das Album bekam durchschnittliche Kritiken. So schrieb zum Beispiel Tim Nelson auf der Website des Fernsehsenders BBC, dass einige Lieder peinlich und nervend seien und das gesamte Album nur ungefähr ein Lied lang erträglich sei. Bei Contact.music.com stellte man fest, dass das Album für sechs bis 13 Jahre alte Mädchen geeignet sei, die nichts Besseres zu tun hätten, als drei Jungen anzuschmachten, die genau das verkörperten, was Disney von ihnen wolle. Außerdem sei die Gruppe nur eine typische Boy-Band, die das Wort kitschig neu definiere. Letztendlich bewertete die Autorin des Artikels das Album mit drei von zehn Sternen. Bei Common Sense schrieb man, dass das Album gute, einwandfreie Pop-Punk-Musik von drei netten Jungs sei und ordnete die CD in die Kategorie Acht Jahre ein.

## Kommerzieller Erfolg

### Chartplatzierungen
Das Album war deutlich erfolgreicher als sein Vorgänger, es erreichte Platz fünf in den USA. Erstmals platzierte sich auch ein Album der Band in den deutschen Charts. Bis Juni 2010 hatte sich das Album ungefähr 1,9 Millionen Mal verkauft.
| ChartsChartplatzierungen       | Höchstplatzierung | Wochen |
| ------------------------------ | ----------------- | ------ |
| Deutschland (GfK)              | 19 (12 Wo.)       | 12     |
| Österreich (Ö3)                | 14 (13 Wo.)       | 13     |
| Schweiz (IFPI)                 | 53 (9 Wo.)        | 9      |
| Vereinigte Staaten (Billboard) | 5 (73 Wo.)        | 73     |
| Vereinigtes Königreich (OCC)   | 9 (16 Wo.)        | 16     |

| ChartsJahrescharts (2008)      | Platzierung |
| ------------------------------ | ----------- |
| Vereinigte Staaten (Billboard) | 17          |

### Auszeichnungen für Musikverkäufe
| Land/Region                  | Auszeichnungen für Musikverkäufe (Land/Region, Auszeichnung, Verkäufe) | Verkäufe  |
| ---------------------------- | ---------------------------------------------------------------------- | --------- |
| Argentinien (CAPIF)          | Platin                                                                 | 40.000    |
| Brasilien (PMB)              | Platin                                                                 | 60.000    |
| Irland (IRMA)                | Gold                                                                   | 7.500     |
| Kanada (MC)                  | Platin                                                                 | 100.000   |
| Mexiko (AMPROFON)            | Platin                                                                 | 100.000   |
| Polen (ZPAV)                 | Gold                                                                   | 10.000    |
| Portugal (AFP)               | Gold                                                                   | 10.000    |
| Spanien (Promusicae)         | Gold                                                                   | 40.000    |
| Vereinigte Staaten (RIAA)    | Platin                                                                 | 2.409.000 |
| Vereinigtes Königreich (BPI) | Gold                                                                   | 100.000   |
| Insgesamt                    | 5× Gold · 5× Platin ·                                                  | 2.876.500 |

Hauptartikel: Jonas Brothers/Auszeichnungen für Musikverkäufe